# Політика Монголії
Політика Монголії існує в межах напівпрезидентської, представницько демократичної республіки з багатопартійною системою. Виконавчу владу здійснює уряд. Законодавча влада належить як уряду, так і парламенту. Судова влада не залежить від виконавчої та законодавчої влади.

## Політична історія
До 1990 року в Монголії уряд існувало за зразком радянської системи, і офіційно було дозволено функціонувати тільки комуністичної партії МНРП. Після деякої нестабільності протягом перших двох десятиліть комуністичного правління, в Монголії почалися народні хвилювання, продовжувалися до грудня 1989 року. Колективізація тваринництва та впровадження сільського господарства були проведені без помітного опозиційного руху.
Початку перебудови на території колишнього СРСР і демократичних рухів у східній Європі позначилися і в Монголії. Драматичний зрушення в бік реформ почався на початку 1990 року, коли з'явилася перша організована опозиція або монгольський демократичний союз. У склалися в подальшому умовах політбюро МНРП пішов у відставку в березні 1990 року. В травні були внесені поправки в конституцію, у МНРП не стало винятковій ролі, була проведена легалізація опозиційних партій, були створені постійний законодавчий орган і пост президента.
29 липня 1990 року в Монголії вперше були проведені багатопартійні вибори у Великий народний хурал. МНРП отримала 85 % місць. Великий хурал заробив 3 вересня з президентом МНРП, віце-президентом з соціал-демократичної партії, прем'єр-міністром з МНРП і 50 членів з Бага хуралу (малого хуралу). Віце-президент також був головою Бага хуралу. У листопаді 1991 року Великий хурал почав дискусію про нову конституцію, яка набрала чинності 12 лютого. На додаток до створення Монголії як незалежної, суверенної республіки і забезпечення ряду прав і свобод людини, нова конституція реструктурувала законодавчу гілку влади, створивши однопалатний законодавчий орган, Великий державний хурал.
Конституція 1992 року була прийнята за умови, що президент буде обиратися всенародним голосуванням, а не законодавчим органом, як раніше. В червні 1993 року, чинний президент Пунсалмаагийн Очирбат виграв на перших президентських виборах в якості кандидата від демократичної опозиції.

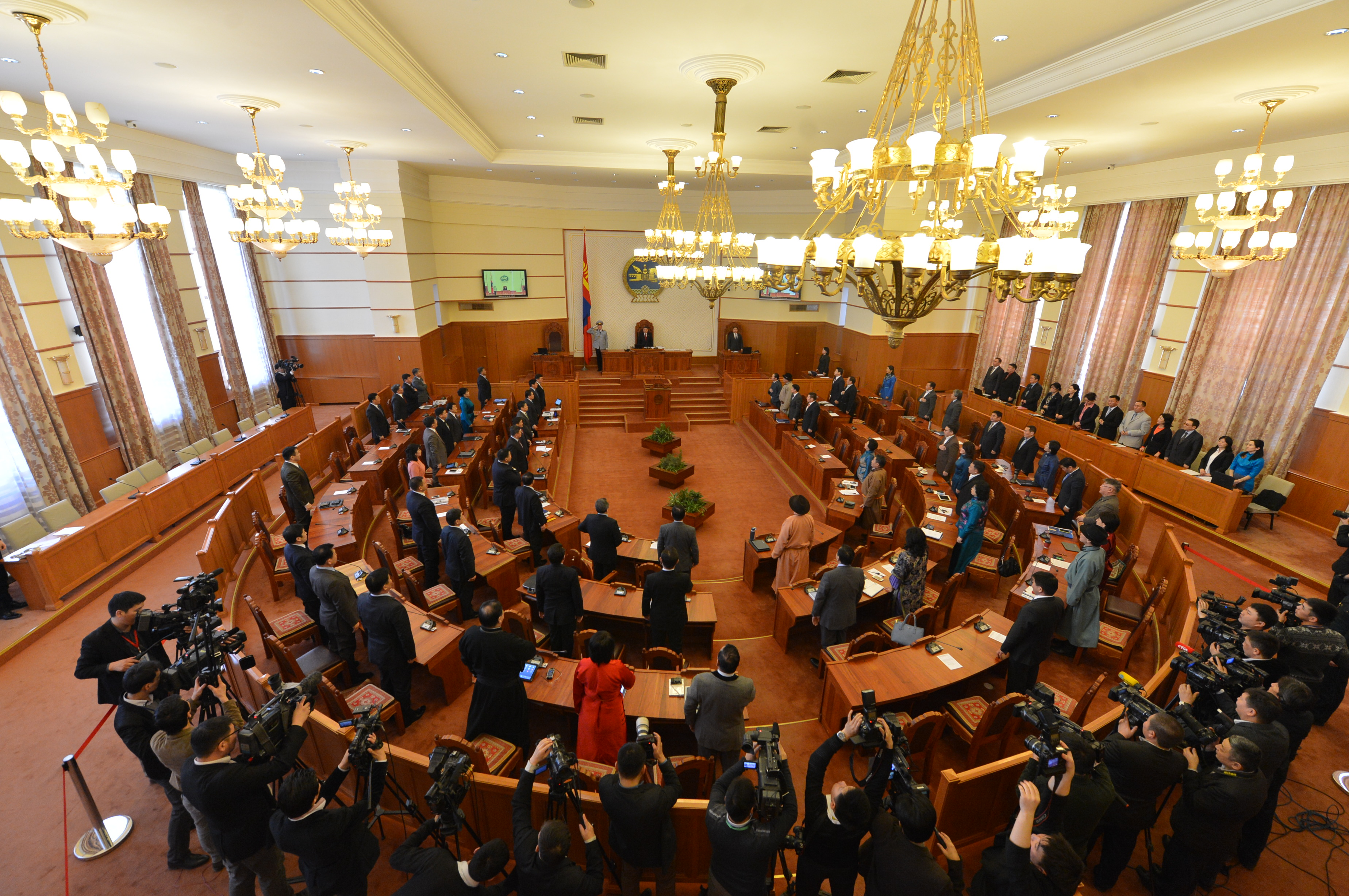
Парламент Монголії на черговій сесії

Як вищий державний орган, хурал має право на прийняття та внесення змін у закони, визначає внутрішню і зовнішню політику, ратифікує міжнародні угоди, і оголошує про надзвичайні положеннях. Хурал зустрічається раз на півроку. Члени хуралу обирають голову і заступника голови кожні чотири роки. Члени хуралу також всенародно обираються районами на чотири роки.
До 27 червня 2004 року домінуючою партією в Монголії була екс-комуністична партія МНРП. Головною опозиційною силою була демократична партія (ДП), яка контролювала правлячу коаліцію з 1996 по 2000 рік.
З 2000 по 2004 рік МНРП повернулася до влади, але за результатами виборів 2004 року було необхідно створення першого в історії коаліційного уряду в Монголії між МНРП і ДП.
У січні 2006 року, депутат Цогтын Батаа перейшла на бік ПАРТІЇ, давши останнім рівно 50 % місць. Це дало МНРП можливість вийти з коаліції, і, за підтримки кількох дрібних партій і перебіжчиків з Демократичної партії, обирати Миеэгомбына Энхболда в якості нового прем'єр-міністра. Події викликали рішучі протести з боку суспільних груп. Приватні особи та організації висловили побоювання, що зміна уряду може бути неконституційним, проте ніяких конкретних порушень не було зафіксовано.
У квітні 2006 року Цахіагійн Елбегдорж був обраний головою Демократичної партії в два етапи виборів партії.
В октябре 2007 года Міенгомбин Энхболд втратив своє становище в якості голови МНРП, віддавши пост Баяру Санжийну. Делегати МНРП також проголосували за те, щоб Баяр створив новий уряд. Энхболд оставался на этом посту, пока Баяр не був обраний 22 ноября 2007 года.
Миенгомбын Энхболд 5 грудня 2007 року був призначений заступником прем'єр-міністра.
МНРП завоювала абсолютну більшість (46 76 місць) на парламентських виборах, що пройшли 29 червня 2008 року. Демократи отримали 27 місць, і три місця отримали дрібні партії. 30 липня голова ДП — Елбегдорж заявив, що результати були сфальсифіковані і що його партія їх не прийме. Протести проти результатів виборів переросли у заворушення, і ввечері 1 липня, і демонстранти напали на штаб-квартиру МНРП в центрі міста Улан-Батора. Були вбиті п'ять протестуючих, і близько опівночі було оголошено надзвичайний стан.

## Виконавча влада
| Пост            | Ім'я                | Партія | Дата набрання       |
| --------------- | ------------------- | ------ | ------------------- |
| Президент       | Цахіагійн Елбегдорж | ДП     | 18 червня 2009 року |
| Прем'єр-міністр | Сухбаатарын Батболд | МНРП   | 29 жовтня 2009 року |

Кандидатів у президенти висувають партії Великого державного хуралу і президент з цих кандидатів обирається всенародним голосуванням на чотирирічний термін. Президент є главою держави, головнокомандувачем збройних сил, і головою Ради національної безпеки. Він обирається всенародно більшістю голосів на чотирирічний термін і обмежений двома термінами. Конституція наділяє президента правами встановлення прем'єр-міністра, вимоги розпуску уряду, законодавчої ініціативи, правом вето всіх або частини законодавства (Великий державний хурал може подолати вето більшістю в дві третини голосів), а також видавати укази, які вступають в силу з підписом прем'єр-міністра. У разі відсутності, недієздатності або відставки президента, голова хуралу приймає президентську владу до інавгурації новообраного президента.
Уряд, очолюваний прем'єр-міністром, працює чотирирічний термін. Прем'єр-міністр призначається президентом і затверджується хуралом. Прем'єр-міністр становить кабінет міністрів за умови дотримання затвердження Великого державного хуралу. Кабінет складається з тринадцяти міністерств. Розпуск уряду відбувається за відставку прем'єр-міністра і одночасної відставки половини кабінету, або після голосування Великого державного хуралу на користь розпуску.
МНРП і коаліція опозиційних партій нині правлять у коаліції національної єдності після того як обидва вони отримали однакову кількість місць у 2004 році. У липні 2005 року МНРП оголосила про припинення роботи Великого коаліційного уряду.

### Монгольські міністерства
13 міністерств:
- Закордонних справ
- Фінансів
- Юстиції та внутрішніх справ
- Навколишнього середовища
- Оборони
- Освіти, культури і науки
- Будівництва і міського розвитку
- Паливної енергії
- Дорожнє, транспорту та туризму
- Соціального забезпечення та праці
- Промисловості та торгівлі
- Продовольче та сільськогосподарська
- Здоров'я
- Гірничорудних справ та важкої промисловості

## Законодавча влада
Асамблея Великого державного хуралу (Ульсын Їх Хурал) становить 76 членів, що обираються на чотирирічний термін по одномандатних виборчих округах.